# Orthoyoldia crosbyana
Orthoyoldia crosbyana is een tweekleppigensoort uit de familie van de Yoldiidae. De wetenschappelijke naam van de soort is voor het eerst geldig gepubliceerd in 1882 door Guppy.